# Walter Thiel (Chemiker)
Walter Thiel (* 7. März 1949 in Treysa; † 23. August 2019) war ein deutscher Theoretischer Chemiker.

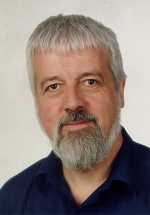
Walter Thiel

## Leben
Walter Thiel studierte von 1966 bis 1971 Chemie an der Universität Marburg und wurde dort 1973 promoviert, Armin Schweig war sein Doktorvater. Nach einem Postdoktorandenaufenthalt (1973–1975) an der University of Texas at Austin bei Michael J. S. Dewar habilitierte er sich 1981 an der Universität Marburg. Thiel wurde 1983 Professor für Theoretische Chemie an der Universität Wuppertal und 1992 Professor für Chemie an der Universität Zürich. 1987 war er Gastprofessor University of California, Berkeley. Seit 1999 war er Direktor am Max-Planck-Institut für Kohlenforschung in Mülheim an der Ruhr (seit 2018 emeritiert) und seit 2001 Honorarprofessor an der Universität Düsseldorf.
Seit 2008 war Walter Thiel ordentliches Mitglied der Nordrhein-Westfälischen Akademie der Wissenschaften und der Künste.

## Stipendien und Preise
- 1975 Liebig-Stipendium des Fonds der Chemischen Industrie
- 1982 Heisenberg-Stipendium der Deutschen Forschungsgemeinschaft
- 1988 Förderpreis der Alfried Krupp von Bohlen und Halbach-Stiftung
- 2002 Schrödinger-Medaille der World Association of Theoretically Oriented Chemists (WATOC)
- 2007 Mitglied der Deutschen Akademie der Naturforscher Leopoldina[2]
- 2007 Mitglied der International Academy of Quantum Molecular Science
- 2012 Liebig-Denkmünze

## Forschungsschwerpunkte
Walter Thiels Forschungsinteressen umfassten viele Themenbereiche der Theoretischen Chemie, insbesondere der Quantenchemie, und der Computerchemie, mit Schwerpunkt auf großen Molekülen, Spektroskopie und Katalyse. Seine Arbeitsgruppe befasst sich mit der Entwicklung von theoretischen Methoden, hauptsächlich zur Beschreibung großer Moleküle, und verwendet theoretische Rechnungen, um zur Lösung konkreter chemischer Probleme beizutragen, meist in enger Kooperation mit experimentellen Partnern.
Ausgewählte Beiträge zur Methodenentwicklung:
- Semi-empirische quantenchemische Verfahren: Weiterentwicklung der MNDO-Methode (orthogonalisierungskorrigierte OMx-Methoden, MNDO/d für Übergangsmetalle), Berechnung von NMR-chemischen Verschiebungen, semi-empirische Multireferenz-CI- (MRCI-)Verfahren. Diese (und weitere) Entwicklungen sind im Programm MNDO implementiert.
- Kombinierte quantenmechanische/molekülmechanische (QM/MM-)Verfahren (Kopplungsverfahren, Grenzatome, Strukturoptimierungsverfahren). Diese Entwicklungen fließen in das QM/MM-Paket ChemShell[3] ein.

Ausgewählte Anwendungsgebiete:
- Hochgenaue Rechnungen mit korrelierten quantenchemischen Verfahren an kleineren Molekülen; theoretische Rovibrationsspektroskopie.
- Übergangsmetallchemie, homogene Katalyse (meist mit Dichtefunktionaltheorie).
- Mechanismen von enzymatischen Reaktionen (mit QM/MM-Methoden).